# 黙庵

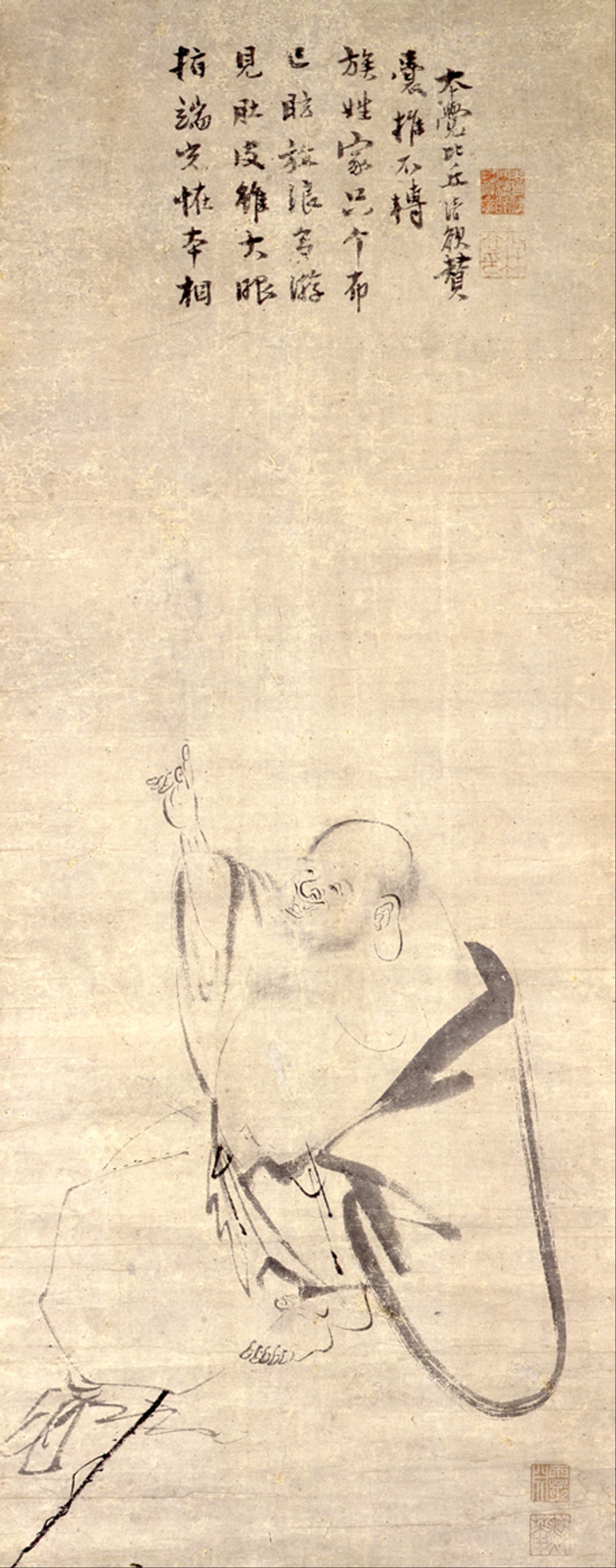
布袋図 了庵清欲賛 MOA美術館蔵

黙庵（もくあん、生没年不詳）は、鎌倉時代末期～南北朝時代にかけての絵仏師、水墨画家。法諱は、初め是一、のち霊淵。可翁や鉄舟徳済らと共に日本の初期禅林画僧を代表する存在として名高い。中国の画僧「牧谿の再来」と評された。
見山崇喜（けんざんすうき）の弟子で、1320年代後半から30年代初めに元に渡る。その目的は、当時日本の禅僧にとって憧れだった古林清茂に参ずることであったが、古林は既に没していたらしく、その高弟の了庵清欲らに師事。古林の語録の出版に尽力するかたわら画を描き、至正5年（1345年）頃客死した。
元の高僧の賛をもつ黙庵の作品が日本に逆輸入され，長らく中国の画僧と誤解されていた。しかし、大正時代に義堂周信の日記『空華日用工夫略集』の逸文が発見され、その記述により黙庵の概略が明らかになった。

## 主な作品

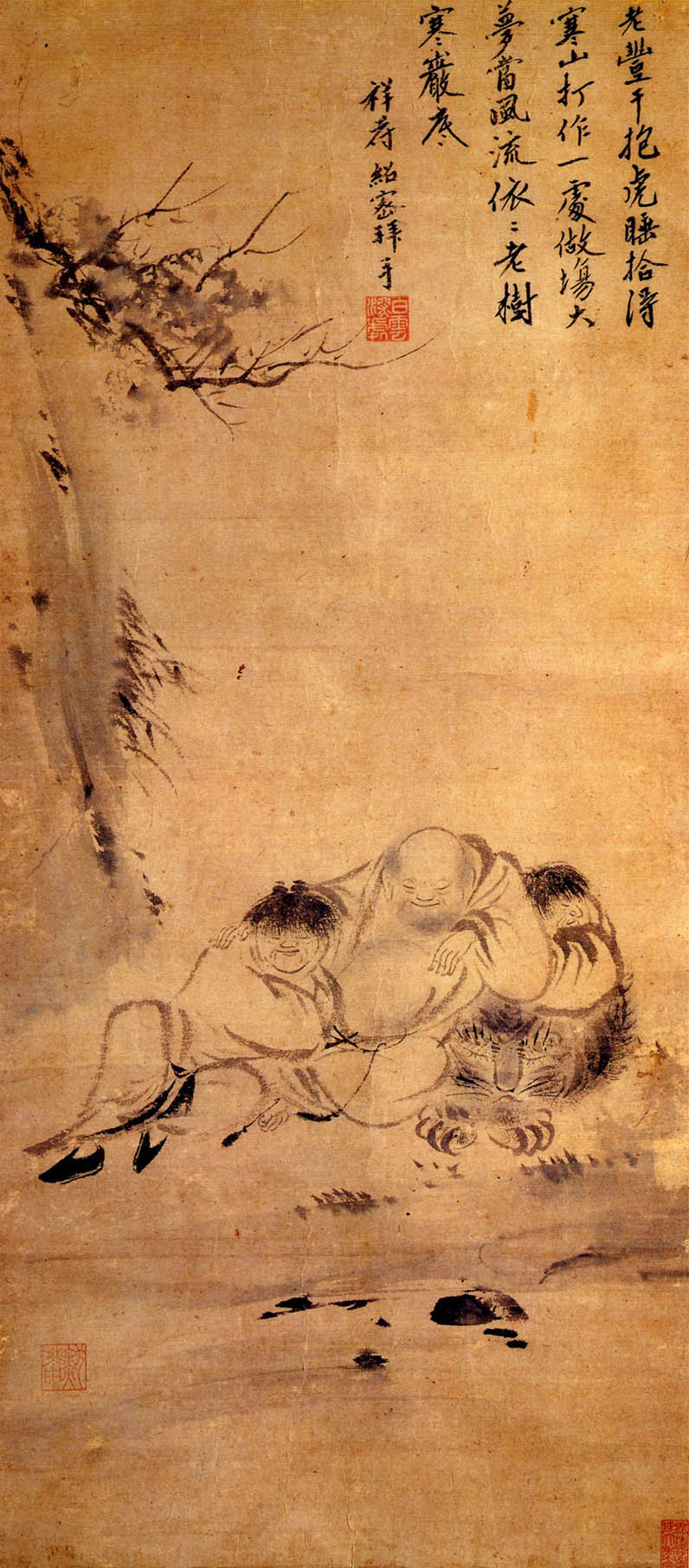
「四睡図」

- 四睡図 （前田育徳会） 1幅 紙本墨画 祥符紹密賛 重要文化財
- 布袋図 （MOA美術館） 1幅 紙本墨画 了庵清欲賛 重要文化財
- 布袋図 （泉屋博古館） 1幅 紙本墨画 月江賛 重要文化財
- 白衣観音図（個人蔵）1幅 平右賛
- 白衣観音図 （東京国立博物館） 1幅 	紙本墨画 一曇聖瑞賛 ※伝黙庵